# HC Vites'se
HC Vites'se was een Nederlandse handbalvereniging uit Spaubeek in Limburg.

## Geschiedenis
Waar in de nabije regio al enkele handbalverenigingen waren opgericht, zoals Caesar, DVO, Sittardia en V&L, besloten enkele enthousiastelingen ook in Spaubeek een handbalvereniging op te richten. Zodoende werd op 26 juli 1951 in het patronaat in Spaubeek de oprichtingsvergadering gehouden.
In het eerste seizoen van het bestaan van de club speelde één damesteam in de regionale elfhandbalcompetitie. Het seizoen hierna schreef de club een tweede team in, dat tot 1955 zou bestaan. In het seizoen 1953/1954 belandde het eerste damesteam op de derde plek in de derde Limburgse klasse. Desondanks liet de handbalbond het team promoveren naar de tweede klasse.
Ondertussen groeide er problemen rondom het speelveld van de club. Alhoewel de gemeenteraad van Spaubeek in 1956 had besloten om een nieuw sportveld aan te leggen, liet de daadwerkelijk realisatie van het veld op zich wachten. Door het verslechterde speelveld van de club werden vele wedstrijden afgelast, waardoor de animo onder de leden ook afnam. Op 15 juni 1958 speelde het damesteam de laatste wedstrijd tegen Blauw-Wit.
In juli 1958 werd het team uit de competitie getrokken, waarbij de hoop was om een doorstart te maken zodra het nieuwe speelveld werd aangelegd. Echter werd dit bemoeilijkt omdat de handbalbond dreigde met een speelverbod vanwege het niet nakomen van financiële en administratieve verplichtingen. Desondanks probeerde het bestuur de club in leven te houden en lid te blijven bij de handbalbond om een eventuele toekomstige doorstart te bewerkstelligen.
Ondanks de pogingen van het bestuur om een doorstart te maken, werd op 21 september 1963 de vereniging ontbonden.